# شهرستان خاینووکا
شهرستان خاینووکا (به لهستانی: Powiat Hajnówka) یک شهرستان در لهستان است که در استان پودلاسکی واقع شده‌است. شهرستان خاینووکا ۱٬۶۲۳٫۶۵ کیلومتر مربع مساحت و ۴۸٬۱۳۰ نفر جمعیت دارد.

## خواهرخوانده
شهر لیشتنبرگ خواهرخواندهٔ شهرستان خاینووکا هست.